# Colección Arqueológica de Sami
La Colección Arqueológica de Sami es una colección o museo de Grecia ubicada en la localidad de Sami, en la isla de Cefalonia. Está dirigida por el Eforado de Antigüedades de Cefalonia e Ítaca. Fue inaugurada en 2021.
Se encuentra en un edificio ubicado en la calle Ioannou Metaxa, en el centro de la ciudad. 
Esta colección expone piezas procedentes de las excavaciones de la antigua ciudad de Sami —que fue una de las cuatro polis de la isla en los periodos clásico y helenístico— y su área circundante, en la que se incluye también la antigua ciudad de Panormo. 
Está distribuida en cinco salas de exposición. En ellas se presenta, a través de piezas de cerámica, de vidrio, esculturas, inscripciones epigraficas, estelas funerarias, sarcófagos, monedas, lámparas, joyas y otros objetos de uso cotidiano, la evolución del asentamiento y su entorno a lo largo de su historia, en épocas comprendidas entre la Edad del Bronce y el periodo bizantino. 
Se muestran elementos de su vida cotidiana, sus prácticas funerarias, la importancia del elemento del agua (en cuanto a abastecimiento, comercio, baños) y otros aspectos históricos. Por último, una sala está dedicada a eventos educativos y audiovisuales. En los alrededores de este museo se exponen una serie de mosaicos de época romana.